# El paseo 3
El paseo 3: El plan de planes es una película colombiana bajo la dirección de Dago García, estrenada el 25 de diciembre de 2013. Fue protagonizada por Alberto Barrero, Claudia Liliana González, Margalida Castro, Nicole Santamaría, Variel Sánchez y Salvo Basile.
Esta película es la tercera versión de El paseo.

## Sinopsis
Llegó el final de las vacaciones en Cartagena y la familia Crespo debe volver a la rutina de Trabajo y estudio. Sin embargo, Álvaro Crespo no está dispuesto a que su viaje de regreso sea aburrido para su particular familia. Por lo cual planea un inolvidable viaje de regreso a casa que fuera tranquilo y placentero recorriendo por tren, avioneta, barco, bote, bicicleta, en caballo y a pie la geografía colombiana. No obstante, el viaje se convierte en un verdadero desafío cuando se encuentran con unos estafadores que han robado una gran cantidad de diamantes, los cuales caen accidentalmente en manos de la familia Crespo, quedando involucrados en un robo donde deberán buscar la forma de huir de las autoridades mientras buscan demostrar que no son los ladrones y también lograr rescatar a su perro secuestrado por los estafadores. 

## Argumento
En su último día en Cartagena, la familia Crespo pasaba el tiempo en la piscina mientras Álvaro conseguía los pasajes de regreso a Bogotá. Liliana le tomaba fotos artísticas a Teresa descuidando a monstruo (un perro de raza Xoloitzcuintle y mascota de la familia) quien termina sufriendo hipertermia. Lo intentan llevar a un rezandero para que lo cure pero no sale bien. Por lo que la única opción es llevarlo en avión a Bogotá para que lo reciba la hermana de Álvaro. La familia piensa que Álvaro compró los pasajes en avión a Bogotá para ellos también, pero en cambio les sale con un Plan de planes, el viaje de regreso inolvidable que eliminaría el aburrimiento de volver a la vida cotidiana.
El viaje consistía en un trayecto en Bicicleta de Cartagena a Santa Marta, luego de Santa Marta a El Banco en tren, de El Banco a Barrancabermeja en un barco a vapor por el Río Magdalena, de Barrancabermeja a Honda en avioneta y de Honda a Bogotá en Caballo. El Viaje empieza con pie izquierdo cuando Álvaro al no dominar bien su bicicleta choca contra un puesto de fruta Después del percance inician su viaje en bicicleta aunque Álvaro les aclara que en realidad sólo serían 30 km. hasta un lugar donde un medio de transporte los llevaría a Santa Marta, la familia llega al lugar determinado pero Álvaro queda caído e insolado y dese ser rescatado por los pobladores. Álvaro se recupera y la familia emprende de nuevo el viaje, todos esperan llegar a Santa Marta en una camioneta pero el medio de transporte resulta ser un bote que termina manejando Himosavi. 
En Santa Marta la familia se queda en un hostal y al día siguiente llegan a la estación de trenes para abordar un tren que es de carga, el mismo vagón es abordado por Antonio y Manuel, dos estafadores que habían robado unos diamantes, Teresa empieza a sentir atracción por Antonio aunque él no le presta atención. En Aracataca la policía detiene el tren y los dos estafadores para no ser descubiertos esconden los diamantes en el cosmetiquero de Teresa mientras que Antonio finge un ataque de asma y Manuel que se hace pasar por su hijo intenta pedir auxilio a las autoridades pero son detenidos. Después de pedirles identificación, la policía permite a la familia seguir el viaje hasta llegar a El Banco.
En El banco, toman el barco por el Río Magdalena el cual esta tripulado por personas de dudosa reputación, en el mismo barco se suben los estafadores quienes han seguido a la familia para recuperar los diamantes. Para esto, Antonio decide tener una cita romántica con Teresa y así poder recuperar los diamantes. Álvaro y Himosavi encuentra un lugar secreto del barco en donde juegan póker y Álvaro empieza a jugar con los tripulantes en los que se encuentra Manuel, el capitán del barco y su sobrina. Álvaro tiene una buena jugada pero no tiene más dinero para apostar, por lo que le pide a Himosavi que busque en las pertenencias de la abuela si hay algo de valor para apostar. Himosavi encuentra los diamantes y se los da a su padre para apostarlos y gana la partida. En camarote, Álvaro exige una reunión familiar para discutir con Teresa sobre los diamantes (Liliana sale al baño debido a los mareos y náuseas que sufre por montar e barco). Teresa niega la propiedad de los diamantes y en ese momento los estafadores llegan y toman los diamantes comentándoles que los habían robado y para no dejar testigos tendría que asesinar a toda la familia. Liliana sale del baño y al ver la situación le quita el revólver a Manuel mientras que el resto de la familia neutraliza a Antonio. La familia logra escapar y abandonan el barco con los diamantes a bordo de un pequeño bote. 
Al día siguiente, Himosavi logra remar hasta Barrancabermeja y la familia decide recurrir a la policía, pero reciben una llamada de Manuel quien ha secuestrado a Monstruo y si van a la policía lo mataría. Por lo que deben esquivar a la policía en su viaje (debido a que la policía los considera a la familia cómplices de Miguel y Antonio). Álvaro contacta con Lucas, un aviador amigo quien decide llevarlos en un avión de fumigación desde Barrancabermeja hasta Mariquita (El aeródromo de Honda estaba cerrado), pero el trayecto debe hacerse uno a uno y Lucas estaba completamente borracho. A pesar de la borrachera de Luchas logra llevar a toda la familia a Mariquita pero en el último viaje (donde iba Álvaro) son interceptados por la policía, Álvaro es detenido y llevado a un campamento de la policía. En la noche Himosavi lo rescata y lo lleva a una casa abandonada (que antes había sido antes un teatro) y se reencuentra con la familia. al día siguiente buscan algo de ropa encontrando solamente vestuario del teatro y buscan una forma de llegar a Bogotá sin ser descubiertos por la policía, la cual sería a caballo por el Camino Real Honda - Bogotá.
Durante el viaje a Bogotá, van perdiendo los caballos hasta quedar con uno y formando un carruaje tipo zorra logran llegar a Bogotá. En Bogotá se dirigen al punto de encuentro determinado por los estafadores mientras son perseguidos por la policía a través de las calles de Bogotá. mientes tanto, Monstruo se les escapa a los estafadores y deciden seguir con la negociación improvisando con un costal. La familia llega al punto de encuentro después de evadir la policía y Álvaro le entrega los diamantes a los estafadores, sin embargo Manuel decide asesinar a Álvaro para no dejar cabos sueltos. En ese momento Himosavi llega al rescate y emprenden una pelea con los estafadores en la cual Manuel termina electrocutado al intentar huir por el techo y Antonio es neutralizado por Himosavi. La policía llega al punto deteniendo a Antonio, Manuel recuperando los diamantes y a Monstruo. La policía les agradece a la familia su colaboración y ofrece llevarlos a la casa en la patrulla. Pero Álvaro decide que falta el último trayecto hasta la casa que sería a pie. 
A pocas cuadras de llegar su casa, la familia empieza a recordar las experiencias ocurridas durante el viaje y reconocen que fue un plan de planes. Liliana propone la última foto familiar del paseo que la realizan en una fotocabina mientras en el fondo suena la canción La vida es un Ratico de Juanes.

## Reparto
- Alberto Barrero - Álvaro Crespo (El papá)
- Claudia Liliana González - Claudia (La mamá)
- Margalida Castro - Teresa (La suegra)
- Nicole Santamaría - Liliana (La hija)
- Variel Sánchez - Himosavi (El hijo)
- Salvo Basile - Antonio (Ladrón de los diamantes)
- Jacques Toukhmanian - Manuel (Ladrón de los diamantes)
- César Mora - Capitán del Barco
- Daniela Tapia - Sobrina del Capitán
- Ricardo Vesga - Comandante Octavio
- Alejandro Lara - Agente de Policía
- Walther Luengas - Lucas (Piloto avioneta)
- Julián Díaz - Brujo
- Leonardo Acosta - Capitán de la policía
- Christian Tappa - Voz Off